# Palacio del Marqués de San Adrián (Tudela)
El palacio del Marqués de San Adrián de Tudela (Navarra), situado en la calle Magallón del Casco Antiguo de la ciudad, es un palacio de mediados del siglo XVI que responde al estilo de la arquitectura propia de finales del Gótico y Renacimiento español. Está considerado como «uno de los ejemplos más representativos de la arquitectura civil renacentista de Tudela» y fue encargado por Pedro de Magallón y Veraiz, señor de San Adrián, noble ilustrado vinculado estrechamente con el grupo de humanistas del Estudio de Gramática de Tudela. En su interior se preserva «uno de los escasos programas de "Mujeres Ilustres" del Renacimiento español» compuesto por las «pinturas que decoran la caja de la escalera.» Estas pinturas fueron ejecutadas por Pietro Morone, pintor italiano que a mediados del siglo XVI rondaba por la Ribera de Navarra.

## Historia y cronología de construcción
Esta construcción era de la familia Magallón, que da nombre a la calle, asentada en la ciudad desde los primeros momentos tras la reconquista de 1119. Uno de los descendientes, Pedro Magallón y Añués, emparenta a finales del siglo XV con Sancho Ruiz de Vergara, I señor de San Adrián al contraer matrimonio con su nieta Francisca de Veraiz Ruiz de Vergara y Agramont. Del matrimonio nació Pedro Magallón y Veraiz que, ante la prematura muerte de la madre, quedó bajo la tutela legal de su abuelo, Pedro Veraiz, II señor de San Adrián. El título de señores de San Adrián es, desde finales del siglo XVI, ostentado por esta familia de los Magallón. Habrán de esperar hasta 1696 para usar el título de Marqués de San Adrián, otorgado por Carlos II de España, y al despacho concedido en 1729 por Felipe V en favor de Joaquín de Magallón Beaumont.
Durante la primera mitad del siglo XVI los Magallón, instalados en el barrio de San Julián, fueron adquiriendo solares contiguos al familiar «para proceder, mediante la agregación de todos ellos, a una edificación posterior partiendo de un nuevo espacio resultante más amplio y más acorde a su linaje.»
Durante la Guerra de la Independencia Española fue cuartel militar del general Francisco Javier Castaños durante unos días hasta que se celebró la batalla de Tudela donde sus fuerzas fueron derrotadas por el mariscal Jean Lannes el 23 de noviembre de 1808.
Fue construido en la primera mitad del siglo XVI, por Juan de San Juan. Fue restaurado entre 1991 y 1993, convirtiéndose en la sede de Universidad Nacional de Educación a Distancia (UNED) y de la Escuela Oficial de Idiomas.

## Descripción general
Es un monumental edificio renacentista construido en ladrillo durante la primera mitad del siglo XVI y que presenta un trazado ajustado a los modelos de arquitectura civil presentes en el Valle del Ebro en esta época, con dos cuerpos principales y un ático articulados de forma similar al Palacio de los Luna (Zaragoza), antigua sede audiencia provincial y actualmente sede del Tribunal Superior de Justicia de Aragón, cuya autoría se vincula a Martín de Tudela, «maestro de casas», formando parte este edificio del conjunto de sus obras.
La fachada, caracterizada «por su macicez y acento clásico», está compuesta por balcones, galerías de arcos y un impresionante alero de madera tallada, decorado con figuras antropomorfas, diversos frisos y casetones. En su interior existe un espléndido patio renacentista de dos plantas de galerías y escalera noble.

Vistas del interior y exterior del conjunto
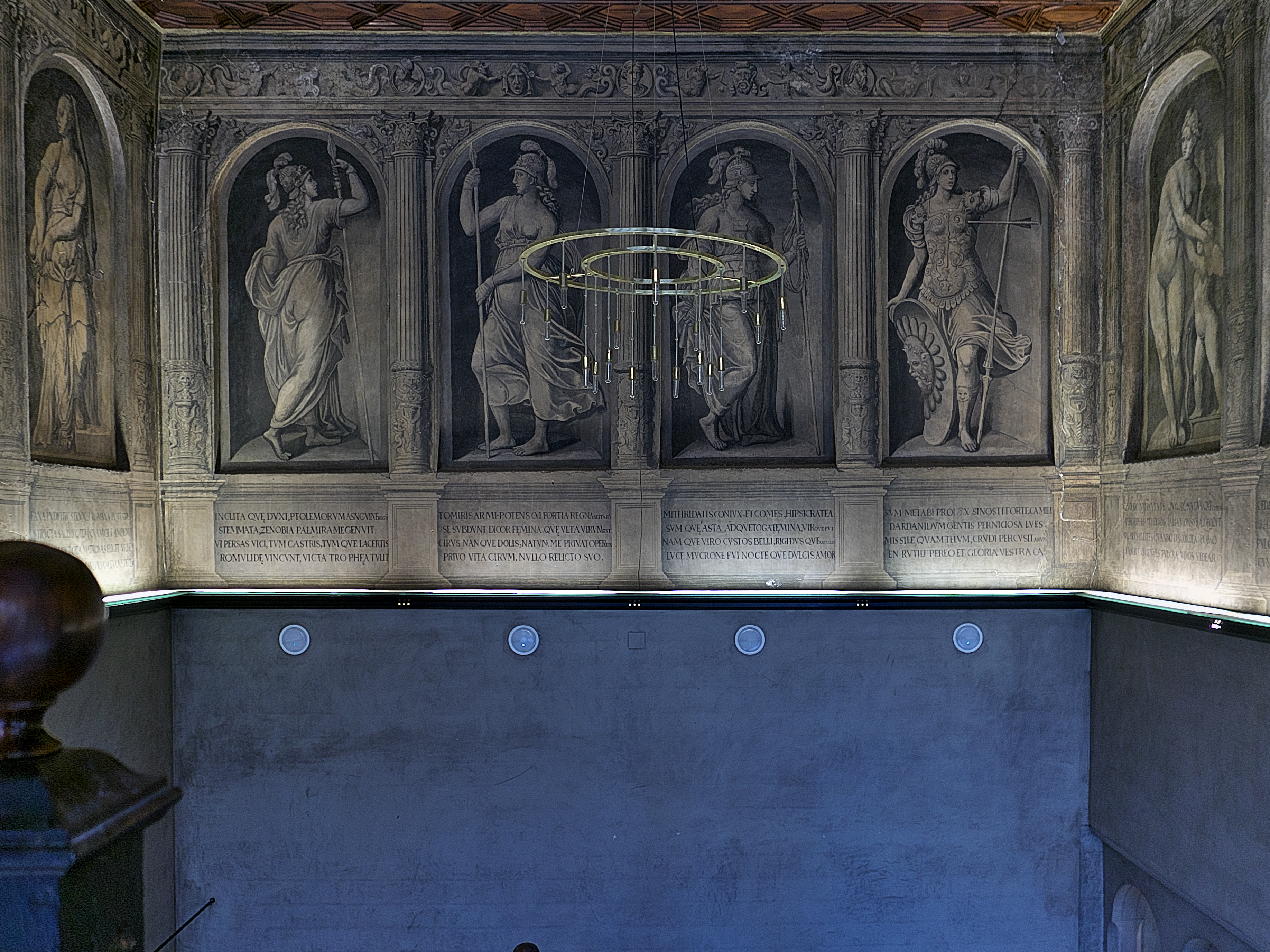
Ejemplo del programa de "Mujeres ilustres" del Renacimiento español (Tudela)
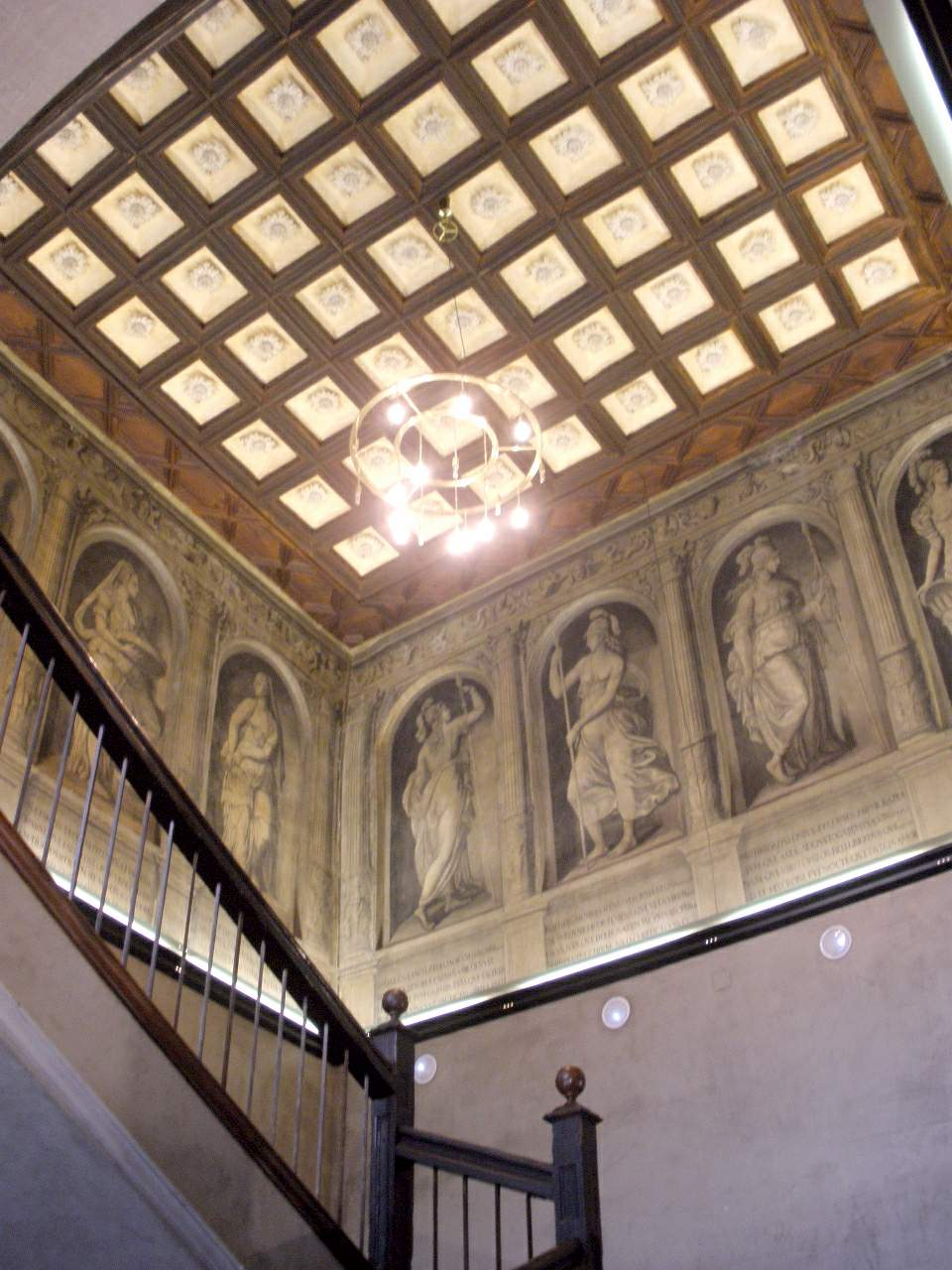
Escaleras
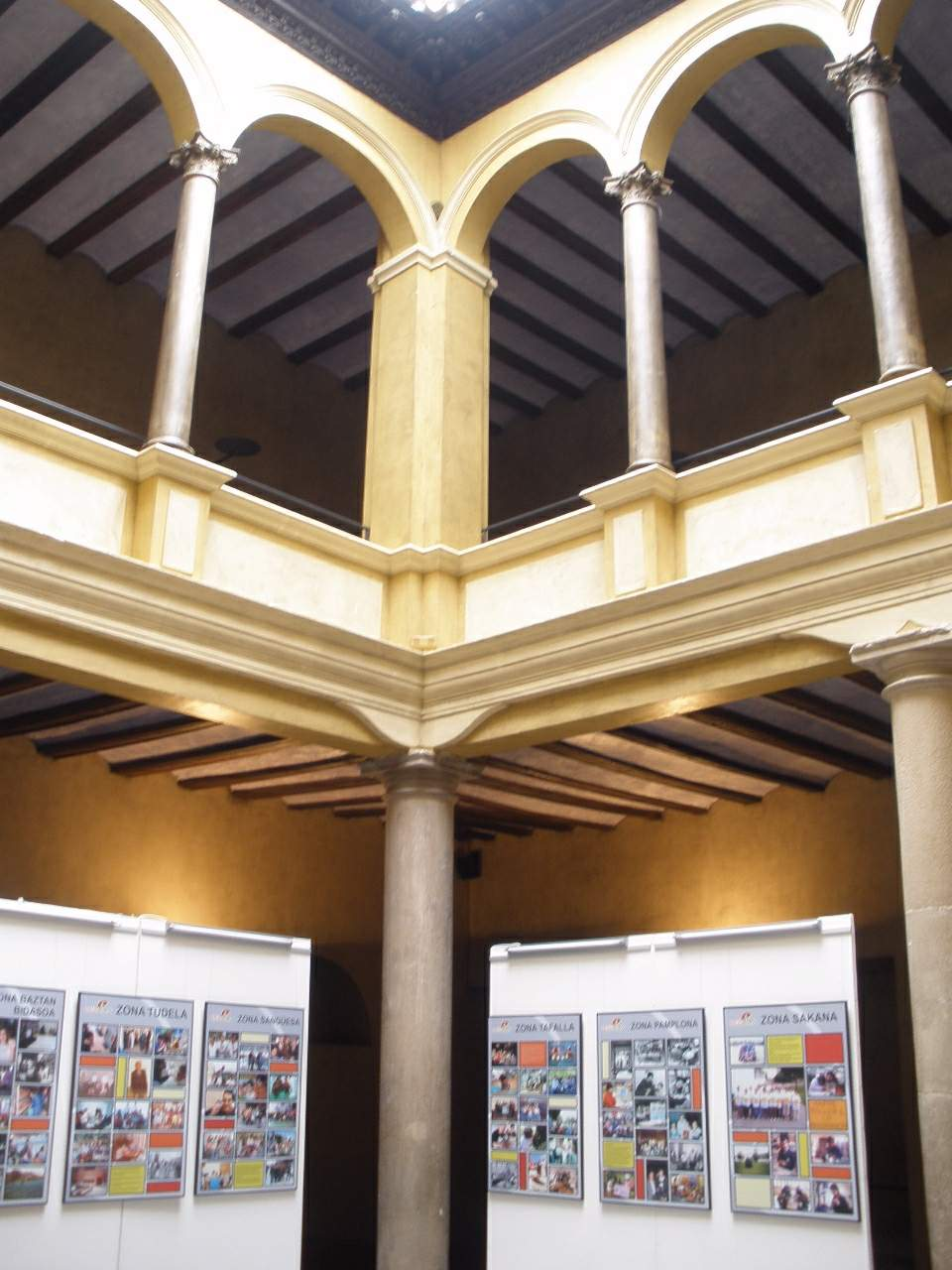
Palacio del Marqués de San Adrián (Tudela) - Patio
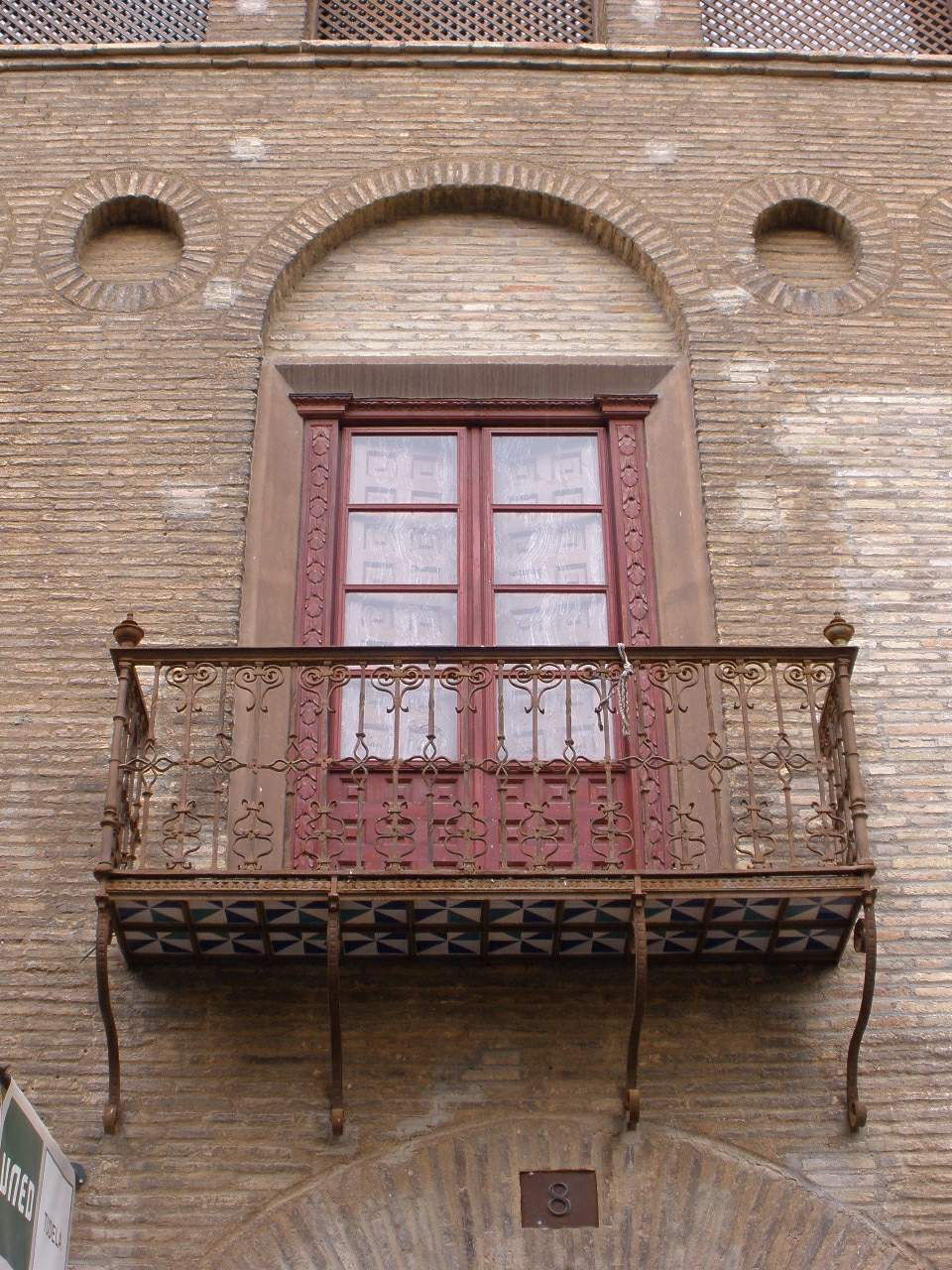